# 조영훈 (배우)
조영훈(1985년  )은 대한민국의 배우이다.

## 학력
- 동아방송예술대학 방송연예과

## 출연작

### 드라마
- 《붉은 단심》 (2022년, KBS2) - 조사형 역
- 《원 더 우먼》 (2021년, SBS) - 박동영 역
- 《굿캐스팅》 (2020년, SBS) - 설영훈 역
- 《세상에서 제일 예쁜 내 딸》 (2019년, KBS2) - 박태호 역
- 《밥상 차리는 남자》 (2017년, MBC)
- 《더 패키지》 (2017년, JTBC)
- 《죽어야 사는 남자》 (2017년, MBC) -  상덕 역
- 《시카고 타자기》 (2017년, tvN)
- 《마녀보감》 (2016년, JTBC) - 보춘 역
- 《아름다운 당신》 (2015년, MBC) - 정섭 역
- 《라이어 게임》 (2014년, tvN)
- 《미녀의 탄생》 (2014년, SBS)
- 《앙큼한 돌싱녀》 (2014년, MBC)

### 뮤지컬
- 《카라멜 마끼아또》 (2013년) - 은현수 역

### 연극
- 《빈방 있습니까》 (2013년) - 남 1 역

### 뮤직비디오
- 나몰라패밀리 - 사랑해요 (2007년)